# Corbillos de los Oteros
Corbillos de los Oteros es un municipio y lugar español de la provincia de León, en la comunidad autónoma de Castilla y León. Cuenta con una población de 176 habitantes (INE 2024). El municipio se encuentra en la comarca de Los Oteros y está compuesto por cuatro núcleos de población: Rebollar de los Oteros, Corbillos de los Oteros, San Justo de los Oteros y Nava de los Oteros.
Los habitantes del municipio han estado ligados siempre a la tierra. Los cultivos de secano (trigo, cebada, etc.) dieron paso a principios de los ochenta a cultivos de regadío (maíz, remolacha, alfalfa, etc.), gracias a la construcción del canal del Porma, que ha mantenido vivos a estos pueblos. El canal, que pasa a la vera de los cuatro pueblos, ha conformado un peculiar paisaje veraniego: totalmente amarillo (al este del canal) e intensamente verde (al oeste).

## Demografía
Cuenta con una población de 176 habitantes (INE 2024).

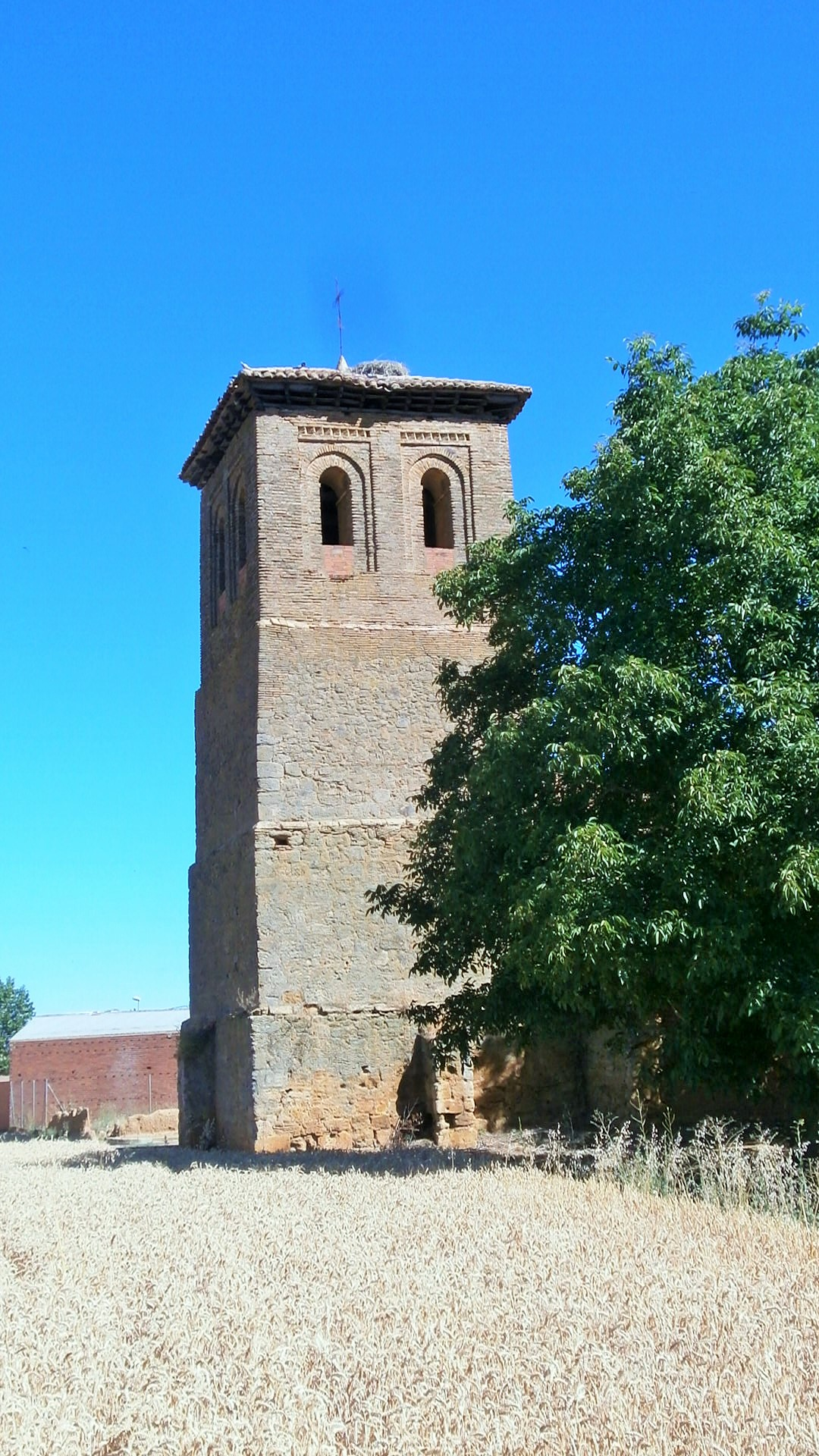
Torre de la iglesia

| Gráfica de evolución demográfica de Corbillos de los Oteros entre 1842 y 2021                                         |
| |
| Población de derecho según los censos de población del INE. Población de hecho según los censos de población del INE. |